# Gymnocranius microdon
Gymnocranius microdon är en fiskart som först beskrevs av Bleeker, 1851.  Gymnocranius microdon ingår i släktet Gymnocranius och familjen Lethrinidae. Inga underarter finns listade i Catalogue of Life.